# 이준영 (1982년)
이준영(1982년 12월 26일 ~)은 대한민국의 전 축구 선수다. 승부 조작에 가담한 사실이 밝혀져 2011년에 영구 제명되었다.

## 출신 학교
- 속초초등학교
- 속초중학교
- 강릉상업고등학교
- 경희대학교

## 같이 보기
- 인천 유나이티드 2005 시즌